# 长春新产业光电技术

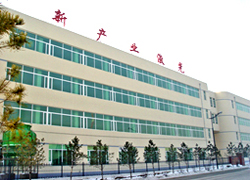
长春新产业光电技术有限公司CNI

长春新产业光电技术有限公司（英語：Changchun New Industries, CNI），是一所于1996年3月依托中国科学院长春光机所设立的高新技术企业。公司总部位于中国长春高新技术产业开发区内，是研制、开发、生产和销售激光器的生产商。

## 产品
公司经营“希爱”的品脾，生产各种激光器，包括激光指示器、半导体激光器、半导体泵浦固体激光(DPSS)等。产品销售到世界各地，包括五大洲及80多个国家及地区，并通过多项国际认证，处于国内和国际光电子行业的前端位置。

## 荣誉
- 2001年，被评为国家高技术研究发展计划成果产业化基地。[2]
- 2003年，被评为全国企业博士后科研工作站和省级技术中心。
- 2005年，被评为第七届上海工业博览会创新奖。[3]
- 2007年，获中国国际工业博览会铜奖。
- 2010年，“CNI希爱”商标被国家工商行政管理总局认定为“中国驰名商标”。[4]